# Ángel Santos Juárez

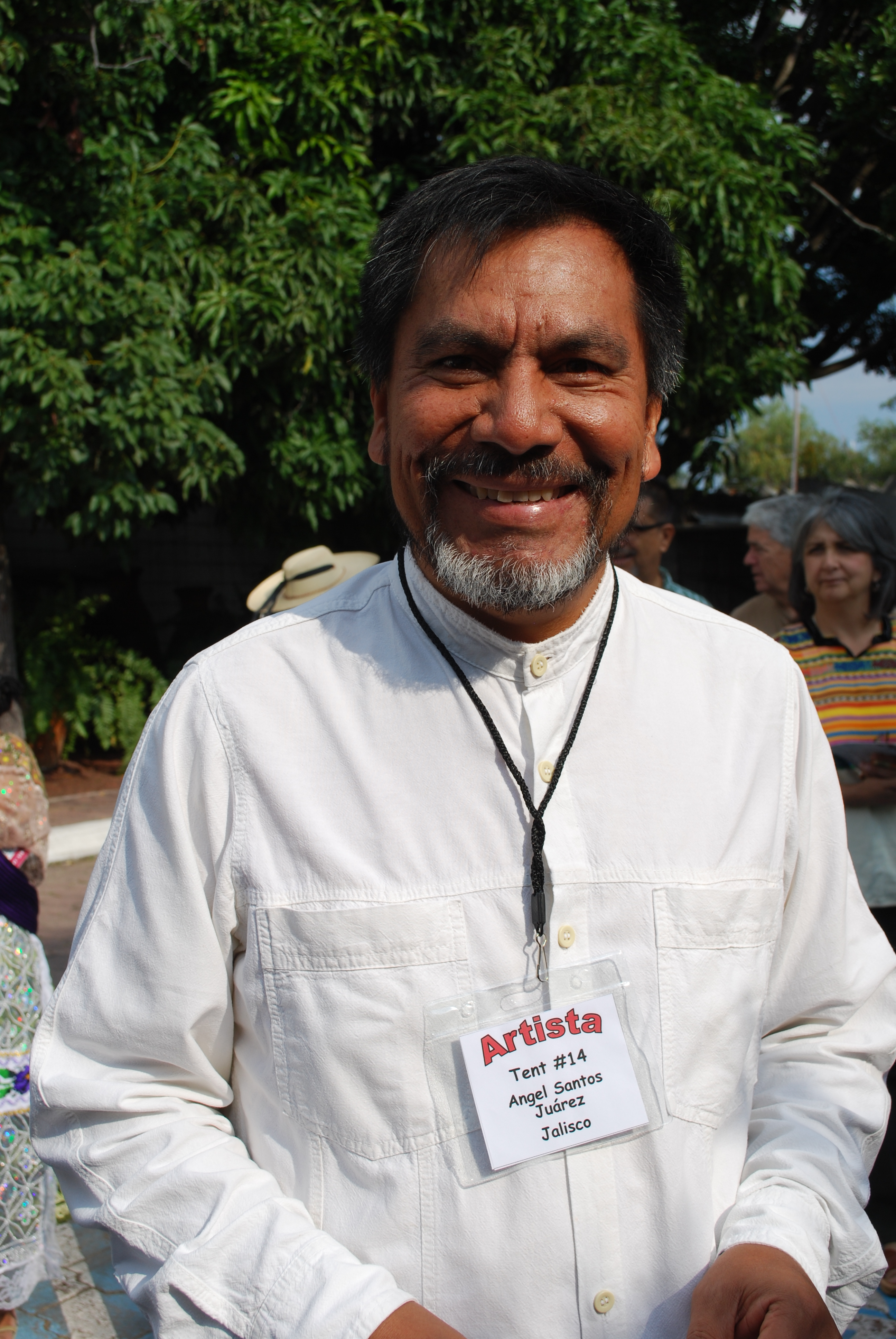
Ángel Santos Juárez en la Feria Maestros del Arte en Chapala, Jalisco.

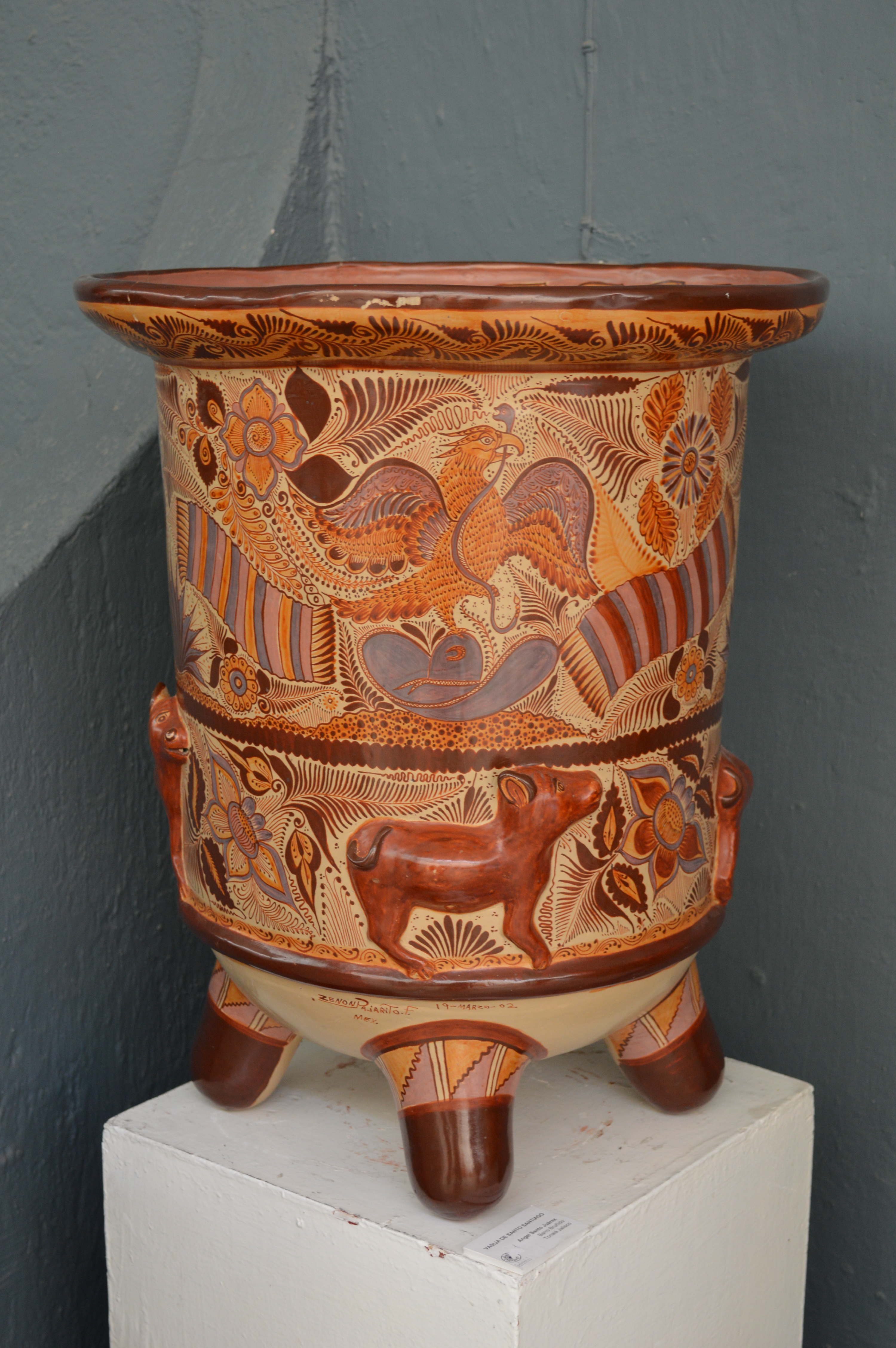
Barro bruñido por Angel Santo Juárez en el Museo Nacional de Cerámica en Tonala, Jalisco.

Ángel Santos Juárez (nacido 10 de octubre de 1964) es un alfarero mexicano conocido por su trabajo en miniatura y diseño punteado (dibujos formados por puntos), ha ganado diferentes premios.
Santos Juárez nació en el estado de Zacatecas pero se traslada a Tonalá, Jalisco cuando él era un niño. Él mostró interés y habilidades para las artes desde una edad joven, pronto se convirtió en aprendiz de Manuel Silva y de la familia Silva/Palomino cuando el solo tenía siete años. Él se caracteriza por utilizar técnicas específicas que son: miniaturas y barro bruñido.
Él tiene su taller en Tonalá desde que tenía diecisiete años hasta el día de hoy con compañía de su esposa, Alicia Jauregui Muñoz y algunos colaborados que siguen promoviendo la tradición en la alfarería. Tiene varios diplomas en diseño gráfico y escultura de la Universidad de Guadalajara.

Su método de trabajo en arcilla es semejante a los otros artesanos del método de bruñido. Trabaja con distintas mezclas de arcilla blanca y negra, jugando con diferentes pociones de polvos para que al quemar quede de la forma que el deseé. Su forma de trabajo consiste en amasar arcilla con pisadas fuertes y usando moldes para crear figuras simples, cuando las figuras se pueden sacar del molde estas son lijadas con piedras especiales y después se dejan secar. Para terminar las piezas y así aplicarles color se sumergen en un líquido llamado esmalte que al quemarse en el horno aparece el color.
El trabajo de Santos Juárez se distingue por sus pinturas decorativas, ya que él no crece con las características de un ceramista común de Tonalá él tiene su propia técnica de decorado y diseño alfarero.  Estos diseños están inspirados por la naturaleza, los cuales ayudan a crear imágenes con motivos de animales, flores y hojas tropicales en movimiento.
Su trabajo ha sido expuesto en Planetario Alfa en Monterrey, en el Museo Nacional de Cerámica de Tonalá, en la Galería del estado de Ohio en los Estados Unidos. También puedes encontrar su trabajo en colecciones públicas y privadas en México, Estados Unidos de América, Canadá, Taiwán y China, en instituciones como Cigarrera La Moderna, el Fomento Cultural Banamex, en el  Colegio de San Ildefonso y FONART.
Ha participado en numerosas competencias artesanales nacionales e internacionales, ganando 25 veces en México. También ha dado talleres y presentaciones en Francia, China, varias ciudades de los Estados Unidos y México.
Santos Juárez fundó la organización sin lucro de alfareros llamada Herencia Milenaria, formado por un grupo de artesanos que su trabajo se expone fuera de México. En 2006, este grupo ganó el Premio Nacional de Ciencias y Artes.